# Adam Czerwiński (lekkoatleta)
Adam Czerwiński (ur. 2 października 1988 w Wiśniowej) – polski lekkoatleta, średniodystansowiec.
W 2010 roku zdobył halowe wicemistrzostwo Polski w biegu na 800 metrów. W tym samym sezonie był drugi na młodzieżowych mistrzostwach kraju w Krakowie. Także w roku 2010 wywalczył złoto (bieg na 1500 metrów) oraz srebro (bieg na 800 metrów) mistrzostw Polski Akademickiego Związku Sportowego w Białej Podlaskiej. Dwukrotny wicemistrz Polski seniorów w biegu na 1500 metrów (2011 i 2018). Dwukrotny halowy mistrz kraju na 1500 metrów (2012 & 2014)).
7 września 2013 w Krakowie sztafeta Wawelu Kraków w składzie: Szymon Dębski, Marcin Zemła, Dawid Waloski i Czerwiński ustanowiła pierwszy w historii rekord Polski w sztafecie 4 × 800 metrów – 7:48,41.

## Rekordy życiowe
| Konkurencja                   | Rezultat | Data           | Miejsce       |
| ----------------------------- | -------- | -------------- | ------------- |
| Bieg na 800 metrów            | 1:48,28  | 9 lipca 2010   | Bielsko-Biała |
| Bieg na 1000 metrów           | 2:21,44  | 6 maja 2018    | Kraków        |
| Bieg na 1500 metrów (stadion) | 3:39,89  | 1 czerwca 2013 | Gdańsk        |
| Bieg na 1500 metrów (hala)    | 3:41,20  | 13 lutego 2021 | Luksemburg    |